# Lena Linke
Lena Linke (* 18. Dezember 2003 in Leuna) ist eine deutsche Volleyballspielerin.

## Karriere
Linke begann mit dem Volleyball in ihrer Heimatstadt beim TSV Leuna 1919. Im Jahr 2017 zog sie nach Dresden, wurde in das Sportgymnasium Dresden aufgenommen und Spielerin bei der Nachwuchsmannschaft VC Olympia Dresden. 2018 nahm sie mit dem deutschen Nachwuchs an der U18-Europameisterschaft teil. Zur Saison 2019/20 stieg sie im Alter von 15 Jahren in die erste Mannschaft des Vereins auf, die in der 2. Bundesliga spielte. Beim Saisonabbruch stand Dresden auf dem zweiten Tabellenplatz.
Auch in der darauffolgenden Saison spielte sie für den VCO Dresden. Zudem erhielt sie ein Zweitspielrecht für die Bundesliga-Mannschaft des Dresdner SC. Im dritten Spiel der Finalserie gegen Allianz MTV Stuttgart wurde sie zum ersten Mal in der Bundesliga eingesetzt und dann gewann sie mit Dresden die deutsche Meisterschaft. Auch in der folgenden Saison spielte sie mit Zweitspielrecht für den VC Olympia Dresden und den Dresdner SC. Zur Saison 2022/23 bekam sie ihren ersten Profivertrag mit einer Laufzeit von drei Jahren. Dresden kam im DVV-Pokal 2022/23 ins Viertelfinale und in den Bundesliga-Playoffs ins Halbfinale. 2023/24 erreichte der Verein im Pokal und in der Liga jeweils das Halbfinale.